# Park Berne
Park Berne je rezidenční projekt postavený ze zamýšleného postapokalyptického sídla Maják v osadě Ptyč, součásti obce Hlince v okrese Plzeň-sever v Plzeňském kraji.

## Historie a souvislosti
Na místě vznikala původně stavba připomínající sýpku, jež měla sloužit jako ochrana před očekávanou apokalyptickou (jadernou či jinou) katastrofou a tak byla také projektována. Stavební práce začaly roku 2008. Oficiálně se mělo jednat o rekreační a školicí centrum Avenna. V průběhu vývoje došlo dokonce k soudnímu procesu s léčitelkami Katarínou Kuňovou a Hanou Přádovou, zakladatelkami společenství Avenna.

## Současnost projektu
V současné době[kdy?] je projekt ústy manažera stavby prezentován takto:[zdroj⁠?!] 
"Rezidenční projekt Park Berne otevírá brány exkluzivního venkovského azylu těm, kdo si nechtějí vybírat mezi romantikou panenské přírody a prvotřídním komfortem, mezi konejšivou relaxací a sportovním vyžitím nebo mezi svobodou a bezpečným útočištěm. – Druhou funkcí Parku Berne, nikoli však co do významnosti, je provoz rozsáhlého komplexu velkokapacitních supertrezorů, zajišťující svým klientů ultimativní bezpečnost a soukromí…“